# Orden Danilos I. für die Unabhängigkeit

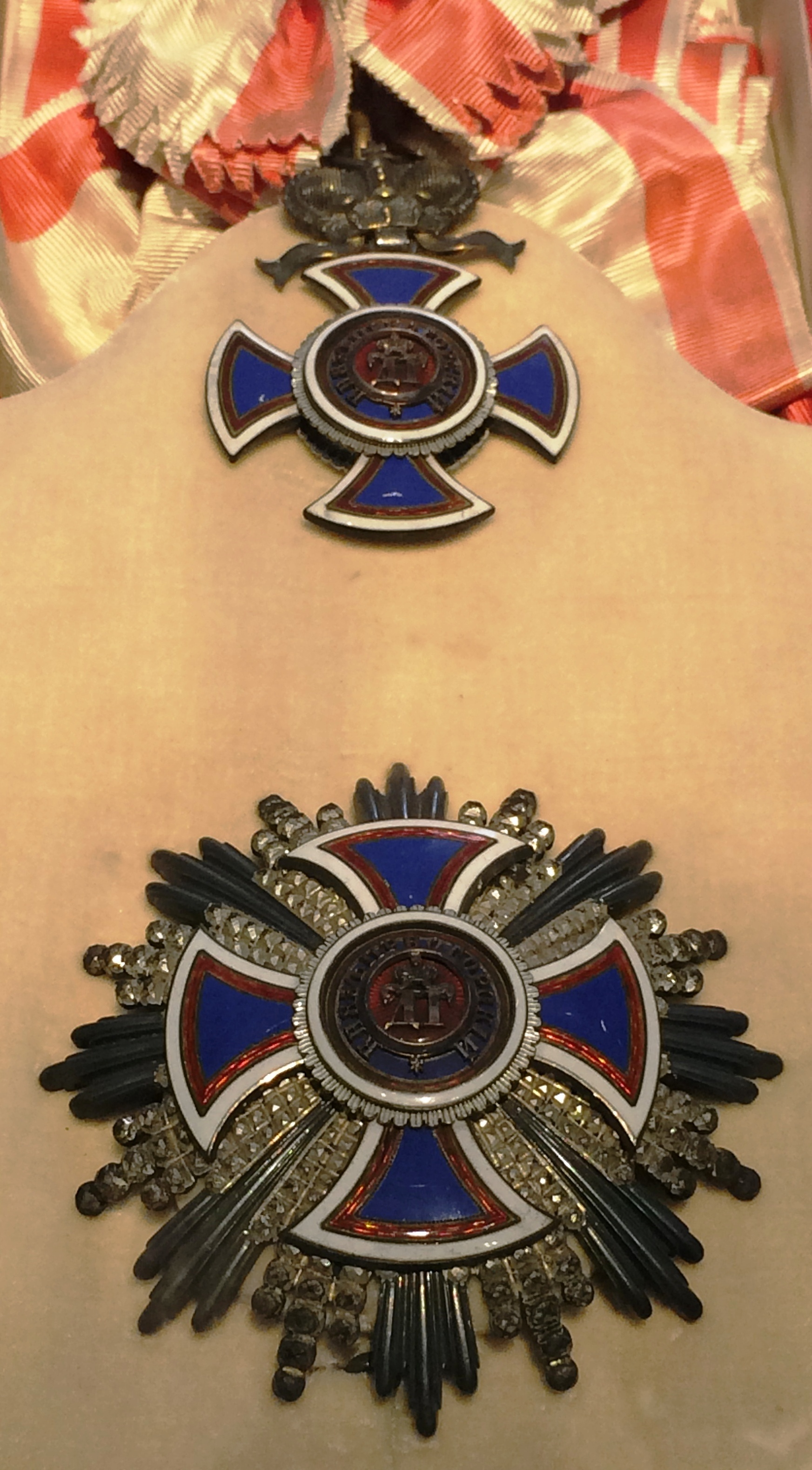
Großkreuz und Stern

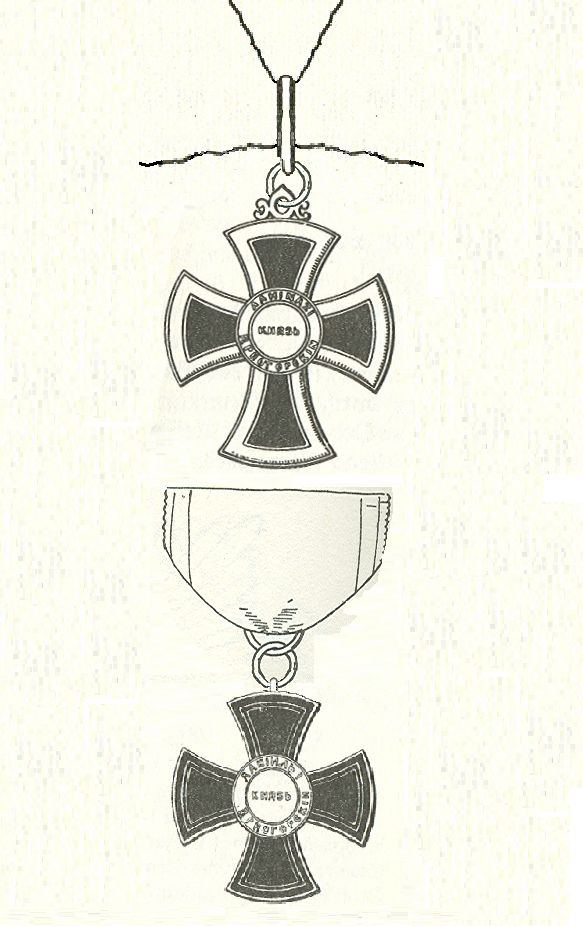
Kommandeur und Ritter IV. Klasse

Der Orden Danilos I. für die Unabhängigkeit wurde durch Fürst Danilo I. von Montenegro 1853 aus einer bestehenden und 1837 gestifteten Medaille gewandelt. Der Orden war für Teilnehmer des Unabhängigkeitskampfes gegen die Türken eingerichtet worden. Etwa ab 1860 wurden auch andere Personen damit geehrt. Diese Veränderung hing mit der Regierungsübernahme durch Fürst Nikolaus zusammen. Der Orden wurde auch „Tschernagorischer Unabhängigkeits-Orden“ und „Danilo I., für die Unabhängigkeit der schwarzen Berge“ genannt.

## Ordensklassen
Der Orden hatte anfangs nur eine Klasse, die später auf drei, vier bzw. fünf Klassen erweitert wurde.
- I. Klasse (ab 1861):
  - Großkreuz mit Collane
  - Großkreuz
- II. Klasse: Großoffizier (ab 1875)
- III. Klasse: Kommandeur (ab 1861)
- IV. Klasse: Ritter (ab 1895)
- V. Klasse: Kreuz Danilos I. (ab 1853)

## Ordensdekoration
Für alle Klassen ist die Ordensdekoration verschieden.
Die Ordensdekoration besteht aus einem silbernen Kreuz, welches an den Außenseiten gerundet ist. Die Kreuzarme sind schwarz emailliert und mittig befindet sich ein rundes goldgefasstes Medaillon. Auf der rot emaillierten Vorderseite stehen in goldenen Buchstaben und in Serbisch „Danilo I., Fürst von Montenegro“. Die gleichgestaltete Rückseite enthält die Ordensdevise „Für die Unabhängigkeit der schwarzen Berge 1852/1853“.
Die Ritter behielten die 1853 eingeführte Form bei. Das Kreuz der Kommandeure ist ein goldenes wie vor beschriebenes, nur ein breiter goldgefasster Rand war von weißer Emaille umgeben. Der untere Kreuzarm ist länger und streckte die Auszeichnung optisch.
Die Dekoration für Großkreuzträger ist ein abgerundetes goldenes Kreuz mit gleich langen Armen, und diese Mitte ist blau emailliert. Durch eine goldene Kante begrenzt ist der rot-weiße Rand eingefasst. Das rot emaillierte Mittelschild ist von einem breiten blauen und einem schmaleren weißen Reif eingefasst. Innen und außen ist eine goldene Linie. In der Medaillonmitte auf Serbisch die Initialen  D. I. (Danilo I.) und darüber die Fürstenkrone. Im blauemaillierten Reif ist die Umschrift „Für die Unabhängigkeit der schwarzen Berge“.
Die gesamte Ordensdekoration ist an der goldenen Fürstenkrone mit Tragering befestigt, die über allem schwebte.

## Ordensband und Trageweise
Das Ordensband war ein weißes mit je einem roten Streifen auf jeder Seite. Großkreuze und Großoffiziere trugen das Insigne am Schulterband, Kommandeure am Hals, Ritter und Kreuzinhaber auf der linken Brustseite.
Zur Ordensdekoration gehörte für Großkreuze und Großoffiziere ein Bruststern auf der linken Brustseite. Der Ordensstern hat 16 Strahlenbündel mit abwechselnd von acht in Silber brillantierten und acht einfachen in Silber. In der Sternmitte ist das Ordenskreuz.